# Leptogenys rugosopunctata
Leptogenys rugosopunctata är en myrart som beskrevs av Vladimir Aphanasjevich Karavaiev 1925. Leptogenys rugosopunctata ingår i släktet Leptogenys och familjen myror. Inga underarter finns listade i Catalogue of Life.